# 8. Luftwaffen-Feld-Division
La 8. Luftwaffen-Feld-Division  (8e division de campagne de la Luftwaffe) a été l'une des principales divisions de la Luftwaffe allemande durant la Seconde Guerre mondiale.
Cette division a été formée le 29 octobre 1942 à Mława (Mielau en allemand) à partir du  Flieger-Regiment 42..

La Division entre en action en décembre 1942. Elle subit de lourdes pertes dans la zone de Taganrog. Les restes de la Division sont incorporées dans la 15. Luftwaffen-Feld-Division en mars 1943. 
La division est officiellement dissoute en mai 1943.

## Commandement

Drapeau du commandant d'une division aérienne

| Début            | Fin              | Grade        | Nom             |
| ---------------- | ---------------- | ------------ | --------------- |
| 1er octobre 1942 | 1er février 1943 | Generalmajor | Hans Heidemeyer |
| 1er février 1943 | 15 février 1943  | Oberst       | Kurt Haehling   |
| 15 février 1943  | Mars 1943        | Oberst       | Willibald Spang |

## Chef d'état-major
| Début        | Fin          | Grade     | Nom         |
| ------------ | ------------ | --------- | ----------- |
| Octobre 1942 | Janvier 1943 | Major     | Hans Reuter |
| Janvier 1943 | Mars 1943    | Hauptmann | Otto Jaeger |

## Rattachement
| Janvier 1943 - Février 1943 : |  | XVII. Armeekorps / Hollidt                           | basé près du Don |
| Février 1943 - Mars 1943 :    |  | III. Armeekorps / PanzerArmeeoberkommando (PzAOK) .1 | basé près du Don |

## Unités subordonnées
- I. et II. Bataillone (Infanterie, sans Stab - Chaque bataillon d'infanterie est constitué de 4 compagnies)
- Panzer-Jäger-Abteilung Luftwaffen-Feld-Division 8
- Artillerie-Abteilung Luftwaffen-Feld-Division 8
- Flak-Abteilung Luftwaffen-Feld-Division 8
- Radfahrer-Kompanie Luftwaffen-Feld-Division 8
- Pionier-Kompanie Luftwaffen-Feld-Division 8
- Luftnachrichten-Kompanie Luftwaffen-Feld-Division 8
- Kommandeur der Nachschubtruppen Luftwaffen-Feld-Division 8